# Jordan Romano
Jordan Romano (Markham, Ontario, 21 de abril de 1993) es un jugador profesional canadiense de béisbol que se desempeña en la posición de lanzador en , lo Philadelphia Phillies equipo de las Grandes Ligas de Béisbol (MLB).

## Carrera
Fue seleccionado en la décima ronda en el Draft de la MLB de 2014. En 2019 hizo su debut profesional con el equipo Toronto Blue Jays, donde lleva jugando seis temporadas.